# Mohamed Aly Zaghloul
Mohamed Aly Zaghloul Aly Mohamed – (31 de agosto de 1993) es un deportista egipcio que compite en lucha libre. Ganó una medalla de oro en los Juegos Panafricanos de 2015. Ha ganado cuatro medallas en el Campeonato Africano de Lucha entre los años 2014 y 2016.

## Palmarés internacional
| Juegos Panafricanos | Juegos Panafricanos               | Juegos Panafricanos | Juegos Panafricanos |
| Año                 | Lugar                             | Medalla             | Categoría           |
| ------------------- | --------------------------------- | ------------------- | ------------------- |
| 2015                | Brazzaville (República del Congo) | Medalla de oro      | 96 kg               |
| Campeonato Africano |                                   |                     |                     |
| Año                 | Lugar                             | Medalla             | Categoría           |
| 2014                | Túnez (Túnez)                     | Medalla de plata    | 85 kg               |
| 2014                | Túnez (Túnez)                     | Medalla de oro      | 86 kg               |
| 2015                | Alejandría (Egipto)               | Medalla de oro      | 86 kg               |
| 2016                | Alejandría (Egipto)               | Medalla de plata    | 86 kg               |